# 팔라 제국
팔라 제국은 750년에서 1174년경까지 동인도 지역을 지배한 중세 인도의 제국으로, 인도 아대륙 최후의 불교 왕조이다. 750년에 불교도들이 선거를 통해 고팔라 1세를 가우다 지역의 마하라자디라자(황제)로 선출하면서 팔라 제국이 건국되었다. 팔라 제국은 벵골과 비하르에 걸쳐 형성되었는데, 여기에는 비크라마푸라, 파탈리푸트라, 가우다, 몽히르, 소마푸라, 람바티(바렌드라), 타말립타, 자갈다라 등의 주요 도시들이 포함되어 있었다.
팔라 제국은 외교적, 군사적으로 뛰어난 제국이었으며, 이들은 거대한 전투 코끼리 군단으로 명성을 떨쳤다. 해군을 육성하여 벵골만에서 상업은 물론, 해상방어전 역시 빈틈없이 수행하였다. 또한 팔라 제국 시대는 인도의 고전 철학과 문학, 회화와 조각의 주요 시초가 시작된 시기로, 소마푸라 마하비하라를 비롯한 웅장한 사원과 승원을 지었고, 날란다와 비크라마쉴라의 위대한 대학들을 후원했다. 벵골어의 초기 형태인 전기 벵골어 역시 이 시기에 등장하였으며, 스리위자야, 토번, 아바스 칼리파국 등 주변국과의 왕래 또한 활발하였다. 팔라 제국의 통치 기간 동안 벵골과 중동 사이의 교역이 증가한 결과, 이슬람교가 처음으로 벵골 지역에 유입되었는데, 이는 아랍 역사가들의 기록뿐만 아니라 팔라 제국의 고고학 유적지에서 아바스 동전 등이 발견되어 이러한 사실을 뒷받침하고 있다. 이슬람 국가와 상업적, 문화적 교류가 빈번하였으며, 아바스 칼리파국의 수도 바그다드에 있는 지혜의 집은 이시기의 인도 수학과 천문학에 대한 지식을 받아들였다.
9세기 초에 전성기를 맞았을 때 팔라 제국은 북부 인도 아대륙에서 지배적인 강국이었으며, 오늘날 파키스탄 동부와 북동부, 네팔과 방글라데시의 일부 지역까지 지배하고 있었다. 팔라 제국은 다르마팔라 황제와 데바팔라 황제 치하에서 최전성기를 맞이하였다. 그러나 데바팔라 사후 팔라 제국은 라자스탄의 프라티하라 제국, 데칸의 라슈트라쿠타 제국과의 삼파전에서 패배하며 약세를 보였다. 마이팔라 1세는 촐라 제국의 침략에 맞서 벵골과 비하르에 있는 황성 방어에 나섰다. 팔라 제국의 마지막 중흥기를 이끈 황제인 라마팔라 때에는 카마루파와 동강가를 격파하였지만, 제국은 이전에 의해 상당히 약화되었고, 많은 지역이 반란에 휩싸였으며, 결국 1174년에 벵골의 힌두계 왕조인 세나 왕조에게 대체되며 멸망하였다. 팔라 제국 시대는 벵골 역사의 황금기 중 하나로 여겨진다. 팔라 제국은 수세기 동안 교전하고 있는 분단간의 내전 끝에 벵골에 안정과 번영을 가져왔기 때문이다. 팔라 제국은 초기 벵골 문명의 업적을 발전시켰고 뛰어난 예술과 건축을 창조하였으며, 첫 번째 문학 작품인 차랴파다를 포함한 벵골어의 기초를 닦았다. 팔라 제국의 유산은 여전히 티베트 불교에 반영되어 있다.

## 기원

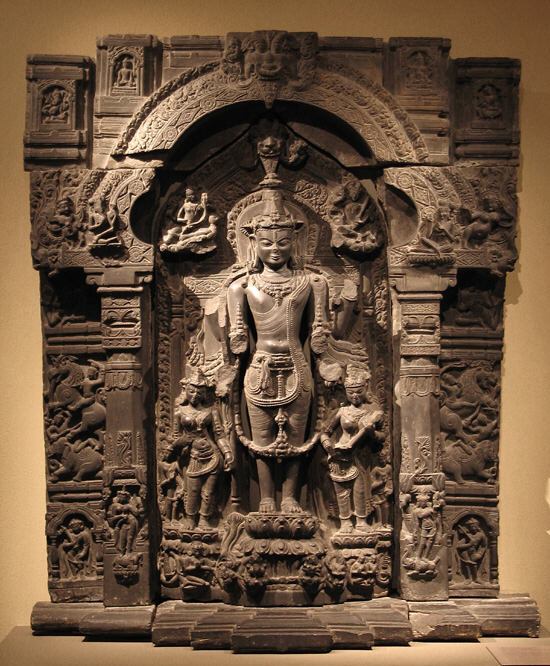
비슈누와 그의 배우자, 락슈미와 사라스바티, 11-12세기, 비하르 또는 벵골, 팔라 시대

팔라 왕조의 기원이나 초기 역사에 대한 명확한 증거는 없다. 역사학자들은 그들의 치세를 이해하기 위해 간접적인 증거에 의존하며, 그들의 조상에 대한 논란으로 이어진다. 칼림푸르 동판 명문에 따르면, 초대 팔라 왕 고팔라는 바파타라는 이름의 전사의 아들이었다. 라마차리탐은 바렌드라(북벵골)가 팔라의 조국(야나카부)이었다는 것을 증명한다. 비록 나중에 기록에 따르면 고팔라는 크샤트리아이거나 전설적인 태양 왕조의 후손이었다고 주장하지만, 왕조의 민족적 기원은 알려져 있지 않다. 발랄라-카리타에 따르면, 팔라인들은 크샤트리아였다고 하는데, 이 주장은 타라나타가 인도의 불교사에서, 그리고 가나람 차크라바티가 그의 다르마망갈라(둘 다 16세기에 쓰여졌다)에서 반복한 주장이다.
라마차리탐은 또한 제15대 팔라 황제 라마팔라를 크샤트리아라고 증명한다. 니티쉬 센굽타에 따르면, 팔라가 전설적인 태양 왕조에 속한다는 그러한 주장은 신뢰할 수 없는 것으로 보이며 왕조의 초라한 기원을 은폐하려는 시도로 보인다. 팔라 왕조는 또한 대방광보살장문수사리근본의궤경과 같은 일부 출처에서 수드라라는 낙인이 찍혀 있다. 이 전통을 따르는 중세 작가 아불 파즐은 이 왕들을 카야슈타들로 묘사했다. 사헤이에 따르면, "우리는 팔라도 카야슈타들로 주장할 수 있다." 그러나 오늘날 학자들은 그들의 궁정이 요새가 되었고 동판이 불교적인 연고를 강조했기 때문에 팔라인들이 확고한 불교도였다고 믿는다.
앙드레 윙크는 창시자 고팔라가 선출되었으며, "분명히 왕실 혈통이 아니라 크샤트리아로 변신한 브라만 계통일 것"이라고 언급한다. 이와 유사하게, 11세기 페르시아 학자 알 비루니는 팔라 왕조의 통치자들이 브라만 출신이라고 언급한다.

## 역사

### 건국
샤샹카 왕국이 멸망한 후 벵골 지역은 무정부 상태에 빠졌다. 중앙 권력이라고 할만한 왕국이 없었으며, 소규모의 족장들 사이에 끊임없는 다툼이 있었다. 오늘날 인도에서는 이 시대를 "마차야니야(matsya nyaya)”- 물고기의 법"이라고 묘사하는데 이는 약육강식 즉, 큰 물고기가 작은 물고기를 먹는 상황을 뜻한다. 이런 상황에서 고팔라 1세를 시조로 하는 팔라 제국이 건국되었는데, 칼리푸르 동판의 기록에 의하면 이 지역의 프라크리티(백성)들이 그를 황제로 추대하였다고 한다. 거의 800년 후에 글을 쓴 타라나타 역시 그가 벵골 백성들에 의해 민주적으로 선출되었다고 쓴다. 그러나 그의 이야기는 전설의 형태이며 역사적으로 신뢰할 수 없는 것으로 간주된다. 전설에 따르면 무정부 상태 이후 백성들은 여러 왕을 잇달아 선출했지만, 모두 선출된 다음 날 밤에 이전 왕의 나가 여왕에게 잡아먹혔다고 한다. 그러나 고팔라는 여왕을 죽이고 왕좌에 머무를 수 있었다. 역사적 증거는 고팔라 1세가 그의 시민들에 의해 직접 선출된 것을 의미하기보다, 봉건적 족장들의 집단에 의해 선출되었다는 것을 보여주며, 그러한 선거는 그 지역의 당대 사회에서 꽤 흔했다.
750년 고팔라의 즉위는 여러 독립적인 족장들이 아무런 투쟁도 없이 그의 정치적 권위를 인정했기 때문에 중대한 정치적 사건이었다. 가우다, 바렌드라, 방가를 포함한 벵골 전체에 대한 그의 권력을 통합하고 마가다 일부 지역으로 그의 통치를 확장했다. R. C. 마줌다르에 따르면 고팔라는 770년까지 통치했다.

### 제국 확장 및 통합

카나우지 삼각전.

고팔라 1세의 아들인 다르마팔라와 그의 손자 데바팔라 시기에 팔라 제국은 크게 확장되었다. 다르마팔라는 처음엔 프라티하라 통치자 바타라자에게 패배하였다. 이후 라슈트라쿠타 제국의 황제 드루바 다라바르샤는 다르마팔라와 바타라자를 모두 물리쳤다. 드루바가 데칸고원으로 돌아간 후, 다르마팔라는 북인도에 강력한 제국을 건설했다. 그는 카나우지의 인드라유다를 물리치고 자신의 지명자인 차크라유다를 카나우지 왕좌에 앉혔다. 북인도의 다른 소규모 국가들도 잘란다르까지 그의 종주권을 인정했다. 곧 그의 확장은 바타라자의 아들 나가바타 2세에 의해 저지되었는데, 그는 카나우지를 정복하고 차크라유다를 쫓아냈다. 나가바타 2세는 이어서 멍거까지 진격하여 다르마팔라를 격렬한 전투에서 물리쳤다. 다르마팔라는 라슈트라쿠타 왕조 황제 고빈다 3세와 동맹을 맺고 그가 북인도를 침공하여 나가바타 2세를 물리칠 것을 요청하며 항복할 수밖에 없었다. 라슈트라쿠타의 기록은 차크라유다와 다르마팔라 모두 라슈트라쿠타의 종주권을 인정했음을 보여준다. 실제로 다르마팔라는 고빈다 3세가 데칸으로 떠난 후 북인도를 장악했다. 그는 파라메스바라 파람바타라카 마하라자디라자라는 칭호를 채택했다.
다르마팔라의 뒤를 이어 그의 아들 데바팔라가 제위에 올랐으며, 그는 가장 강력한 팔라 황제로 평가된다. 그의 원정으로 인해 프라그죠티샤(오늘날 아삼주)를 침공하여 왕이 전투 없이 항복했으며, 웃칼라(오늘날 북부 오디샤)의 왕은 수도에서 도주했다. 그의 후계자들의 비문에는 그가 여러 영토를 정복했다고 주장하지만, 이는 과장되었을 가능성이 있다(아래 지리 섹션 참조).
티베트 자료에 따르면 황제 크리송데첸(트리송데첸)과 그의 아들 무테그데첸포(렐파첸)가 인도를 정복하고 다르마팔라를 복속시켰다고 한다. 이것이 역사적으로 정확한지는 역사학자들 사이에서 논쟁이 있었지만, 데바팔라가 토번과 충돌한 것은 확실하다. 중국 기록에 따르면 티베트의 히말라야산맥 통제권은 데바팔라의 통치 기간 중인 839년부터 848년 사이에 상실되었다. 다르마팔라의 통치가 끝나고 데바팔라의 통치가 시작될 무렵, 프라티하라 왕조 통치자 나가바타는 티베트 제국과 동맹을 맺고 팔라를 공격했다. 데바팔라는 티베트 왕들을 물리쳤다. 프리트비말라 왕의 둘루 비문은 데바팔라의 정복을 확인하며, 초대 통치자 아디팔라의 혈통이 16대 동안 이어질 네팔의 팔라 왕조의 설립을 언급한다.
데바팔라의 장남 라지야팔라는 그보다 먼저 사망했기 때문에 그의 다음 장남인 마헨드라팔라가 뒤를 이었다. 그는 아마도 아버지의 광대한 영토를 유지했으며 웃칼라와 후나족에 대한 추가 원정을 수행했다. 그는 벵골, 비하르, 우타르프라데시를 포함하는 상당히 넓은 영토를 지배한 그의 동생 슈라팔라 1세에게 제국을 온전히 넘겨주었는데, 이는 그의 미르자푸르 동판으로 증명된다.
슈라팔라 1세의 아들 고팔라 2세의 통치 기간에 무슨 일이 있었는지는 아직 알려지지 않았다. 고팔라 2세 이후 다르마팔라의 혈통은 알 수 없는 이유로 단절되었다. 다르마팔라의 후손들이 있었다면, 그들은 다르마팔라의 어린 동생 바카팔라의 혈통이 왕위를 계승하게 되었기 때문에 왕위에서 배제되었다.

### 첫 번째 쇠퇴기
얼마 지나지 않아 제국은 점차 해체되기 시작했다. 바카팔라의 손자이자 자야팔라의 아들인 비그라하팔라 1세는 짧은 통치 끝에 왕위를 버리고 고행자가 되었다. 비그라하팔라의 아들이자 후계자인 나라야나팔라는 무능한 통치자로 드러났다. 그의 54년 통치 기간 동안 미히라 보자가 팔라를 물리쳤다.:20 팔라의 쇠퇴에 고무된 아삼주의 하르자라 왕은 황제 칭호를 취했다.
나라야나팔라의 아들 라지야팔라는 최소 32년 동안 통치했으며, 여러 공공 시설과 웅장한 사원들을 건설했다. 이전에는 그의 아들 고팔라 3세가 몇 년간의 통치 끝에 벵골을 잃고 비하르만을 다스렸다고 여겨졌지만, 이제는 그의 바갈푸르 비문으로 반박되었다. 이 비문에서 그는 북벵골의 푼드라바르다나부크티에 있는 브라만에게 두 마을을 수여했으며, 이는 그가 그 지역을 통제하고 있음을 나타낸다. 그의 아들이자 다음 왕인 비그라하팔라 2세는 찬델라 왕조와 후칼라추리 왕조의 침략을 견뎌야 했다. 그의 통치 기간 동안 팔라 제국은 가우다, 라다, 앙가, 방가와 같은 소규모 왕국으로 분열되었다. 하리켈라(동남부 벵골)의 칸티데바도 마하라자디라자 칭호를 취하고 별도의 왕국을 세웠으며, 이후 찬드라 왕조가 통치했다. 가우다 지역(서벵골과 북벵골)은 캄보자 팔라 왕조에 의해 통치되었다. 이 왕조의 통치자들 또한 접미사 –팔라(예: 라자야팔라, 나라야나팔라, 나야팔라)로 끝나는 이름을 가지고 있었다. 그러나 그들의 기원은 불확실하며, 가장 신뢰성 있는 견해는 그들이 팔라 제국의 주요 부분을 침략하여 통치하면서 당시 그 지역에 남아있던 팔라 관리로부터 유래했다는 것이다.

### 마히팔라 1세의 중흥

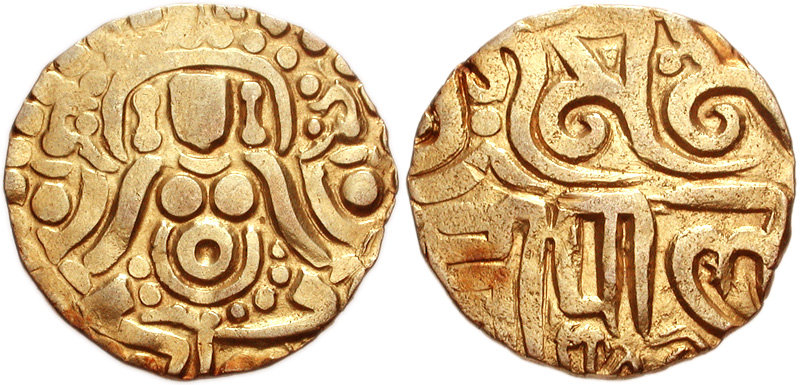
팔라 제국의 주화, 마히팔라 이후. 서기 988-1161년경

마히팔라 1세는 978년 즉위 3년 만에 북벵골과 동벵골을 수복했다. 그는 또한 캄보자족에게 빼앗겼던 수도 가우다를 되찾았다. 그는 또한 오늘날 버드완구의 북부 지역을 수복했다. 그의 통치 기간 동안, 촐라 제국의 라젠드라 1세는 1021년부터 1023년까지 갠지스강 물을 얻기 위해 벵골을 자주 침략했으며, 이 과정에서 통치자들을 굴복시키고 상당한 전리품을 얻는 데 성공했다. 라젠드라 촐라에게 패배한 벵골의 통치자들은 다르마팔, 라나수르, 고빈다찬드라였으며, 이들은 팔라 왕조의 마히팔라 1세 휘하의 봉신이었을 수 있다. 라젠드라 촐라 1세는 또한 마히팔라를 물리치고, 팔라 왕으로부터 "희귀한 힘을 가진 코끼리, 여자, 보물"을 얻었다. 마히팔라는 또한 마흐무드의 침략으로 북인도의 다른 통치자들의 힘이 소진된 덕분에 북부 및 남부 비하르를 장악했다. 그의 형제 스테라팔라와 바산타팔라가 바라나시에서 여러 신성한 건물을 건설하고 수리한 것으로 보아, 그는 바라나시와 주변 지역도 정복했을 수 있다. 이후 칼라추리 왕 강게야데바는 앙가의 통치자를 물리친 후 바라나시를 합병했으며, 앙가의 통치자는 아마도 마히팔라의 아들 나야팔라였을 것이다.

### 두 번째 쇠퇴기

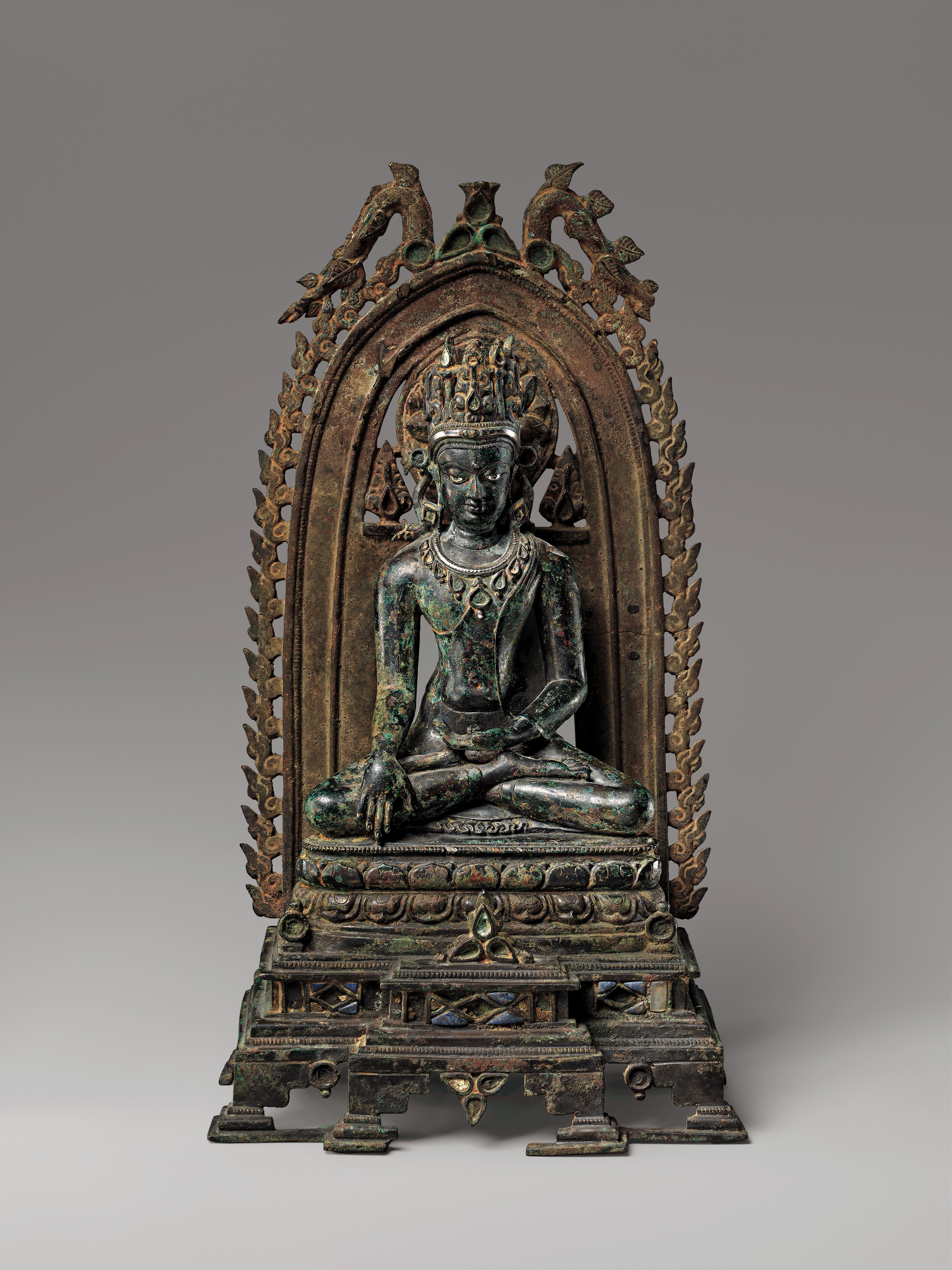
청동 왕관 불상, 비하르, 팔라 제국, 10-11세기.

마히팔라 1세의 아들 나야팔라는 오랜 투쟁 끝에 후칼라추리 왕조 왕 카르나(강게야데바의 아들)를 물리쳤다. 두 사람은 이후 불교학자 아티샤의 중재로 평화조약을 맺었다. 나야팔라의 아들 비그라하팔라 3세의 치세 때 카르나는 다시 한 번 벵골을 침공했으나 패배했다. 이 분쟁은 평화 조약으로 끝났고, 비그라하팔라 3세는 카르나의 딸 요우바나스리와 결혼했다. 비그라하팔라 3세는 나중에 침략한 서찰루키아 왕조 왕 비크라마디티야 6세에게 패배했다. 비그라하팔라 3세는 또한 오리사의 소마밤시 왕조 왕 마하쉬바굽타 야야티가 이끄는 또 다른 침략에 직면했다. 이어서 일련의 침략으로 팔라의 힘은 크게 약화되었다. 바르만 왕조는 그의 통치 기간 동안 동벵골을 점령했다.
비그라하팔라 3세와 그의 아내 요우바나슈리 사이에서 태어난 후계자이자 장남인 마히팔라 2세의 통치 기간은 산디야카르 난디의 라마차리탐에 잘 기록되어 있다. 마히팔라 2세는 동생인 라마팔라와 슈라팔라 2세가 자신을 음모했다고 의심하여 감금했다. 얼마 지나지 않아 그는 카이바르타 봉신 디브야가 이끄는 바렌드라 반란에 직면했다. 디브야(또는 디비약)는 그를 죽이고 바렌드라 지역을 점령했다. 이 지역은 그의 후계자인 루다크와 비마의 통제하에 남아있었다. 슈라팔라 2세는 마가다로 탈출하여 짧은 통치 후 사망했다. 그의 뒤를 이어 그의 형제 라마팔라가 왕위를 계승했으며, 그는 디브야의 조카 비마에 대한 대규모 공세를 시작했다. 그는 어머니의 형제인 마타나와 라슈트라쿠타 왕조의 사촌 시바라자데바의 지원을 받았으며, 남비하르와 남서벵골의 여러 봉신 족장들의 지원도 받았다. 라마팔라는 비마를 결정적으로 물리치고 그와 그의 가족을 잔인한 방식으로 살해했다. 역사학자 후루이 료스케는 카이바르타 반란이 팔라의 하위 통치자에 대한 통제를 결정적으로 약화시켰다고 지적했다. 또한 이 사건 이후 등장한 또 다른 세력인 세나족의 손에 그들이 몰락할 길을 열었다.

### 라마팔라의 중흥

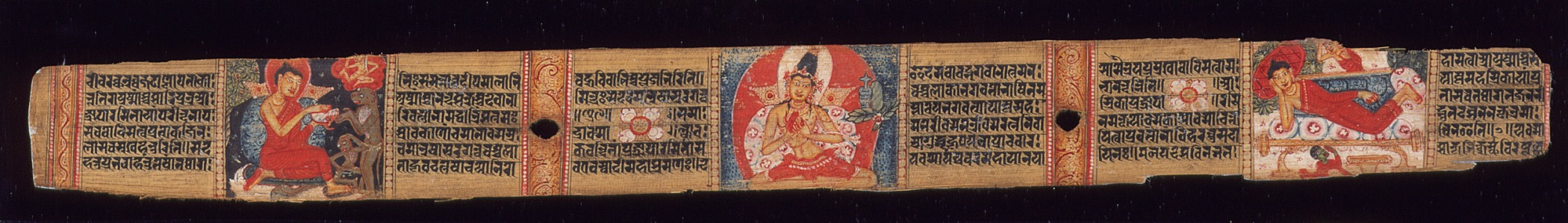
미륵과 석가모니의 삶의 장면. 아마도 팔라 왕조의 마지막 위대한 통치자로 간주되는 라마팔라 치하의 것으로 추정된다.

바렌드라 지역을 장악한 후, 라마팔라는 상당한 성공을 거두며 팔라 제국을 재건하려고 노력했다. 그는 새로운 수도 라마바티에서 통치했으며, 이 도시는 왕조가 끝날 때까지 팔라의 수도로 남아있었다. 그는 세금을 줄이고 경작을 장려하며 공공 사업을 건설했다. 그는 카마루파와 라르 지역을 자신의 지배하에 두었고, 동벵골의 바르만 왕에게 자신의 종주권을 받아들이도록 강요했다. 그는 또한 오늘날 오리사를 장악하기 위해 동강가 왕조와 싸웠다. 강가스는 그의 죽음 이후에야 그 지역을 합병할 수 있었다. 라마팔라는 가나스와 찰루키아스라는 공통의 적에 대항하여 촐라 왕조 왕 쿨로퉁가 촐라 1세와 우호적인 관계를 유지했다. 그는 세나스를 견제했지만, 미틸라를 자신의 왕국을 세운 카르나트 족장 나냐데바에게 빼앗겼다. 그는 또한 사촌 쿠마라데비를 가하다발라 왕에게 시집보내는 혼인 동맹을 통해 가하다발라 왕조 통치자 고빈다차드라의 공격적인 의도를 저지했다.
마가다 지역에서 라탄푸르 출신의 모험가 발라바라자는 부다가야를 거점으로 라마팔라에 대항하는 군사 작전을 이끌었다. 그가 가하다발라 왕조의 고빈다찬드라의 도움을 받아 군사 작전을 수행했을 것이라고 추측된다. 부다가야를 장악한 후 그는 불교로 개종하고 새로운 이름인 데바라크시타를 사용했다. 이 시점에서 그는 마하나 팔라(라마팔라의 삼촌)의 딸과 결혼하여 팔라 왕조와 평화 조약을 맺었다. 그의 왕조는 피티파티로 알려지게 되었다.

### 최후의 쇠퇴기
라마팔라는 최후의 강력한 팔라 황제였지만, 그의 아들 쿠마라팔라는 대부분의 영토를 유지할 수 있었다. 그의 죽음 이후, 그의 아들 쿠마라팔라의 통치 기간 동안 카마루파에서 반란이 일어났다. 이 반란은 쿠마라팔라의 재상 바이디야데바에 의해 진압되었다. 바이디야데바는 또한 그의 군주를 위해 남벵골에서 해전에서 승리했다. 그러나 쿠마라팔라의 죽음 이후 바이디야데바는 사실상 별도의 왕국을 세웠다. 쿠마라팔라의 아들 고팔라 4세는 어린 나이에 왕위에 올랐고, 라지부르 동판 비문에 따르면 그의 삼촌 마다나팔라가 섭정 역할을 했다. 고팔라 4세는 전투에서 사망했거나 마다나팔라에 의해 살해되었다. 마다나팔라의 통치 기간 동안, 동벵골의 바르만 왕조는 독립을 선언했고, 동강가 왕조는 오리사에서 다시 분쟁을 시작했다. 마다나팔라는 가하다발라로부터 뭉게르를 점령했지만, 남벵골과 동벵골을 장악한 비자야세나에게 패배했다. 고빈다팔라와 팔라팔라라는 두 통치자가 1162년경부터 1200년경까지 가야구를 통치했지만, 팔라 제국와의 관계에 대한 확실한 증거는 없다. 팔라 왕조는 세나 왕조로 대체되었다. 크샤트리아 지위를 주장했던 팔라의 후손들은 카야스타 카스트와 "거의 알아차리지 못하게 융합되었다".

## 영토

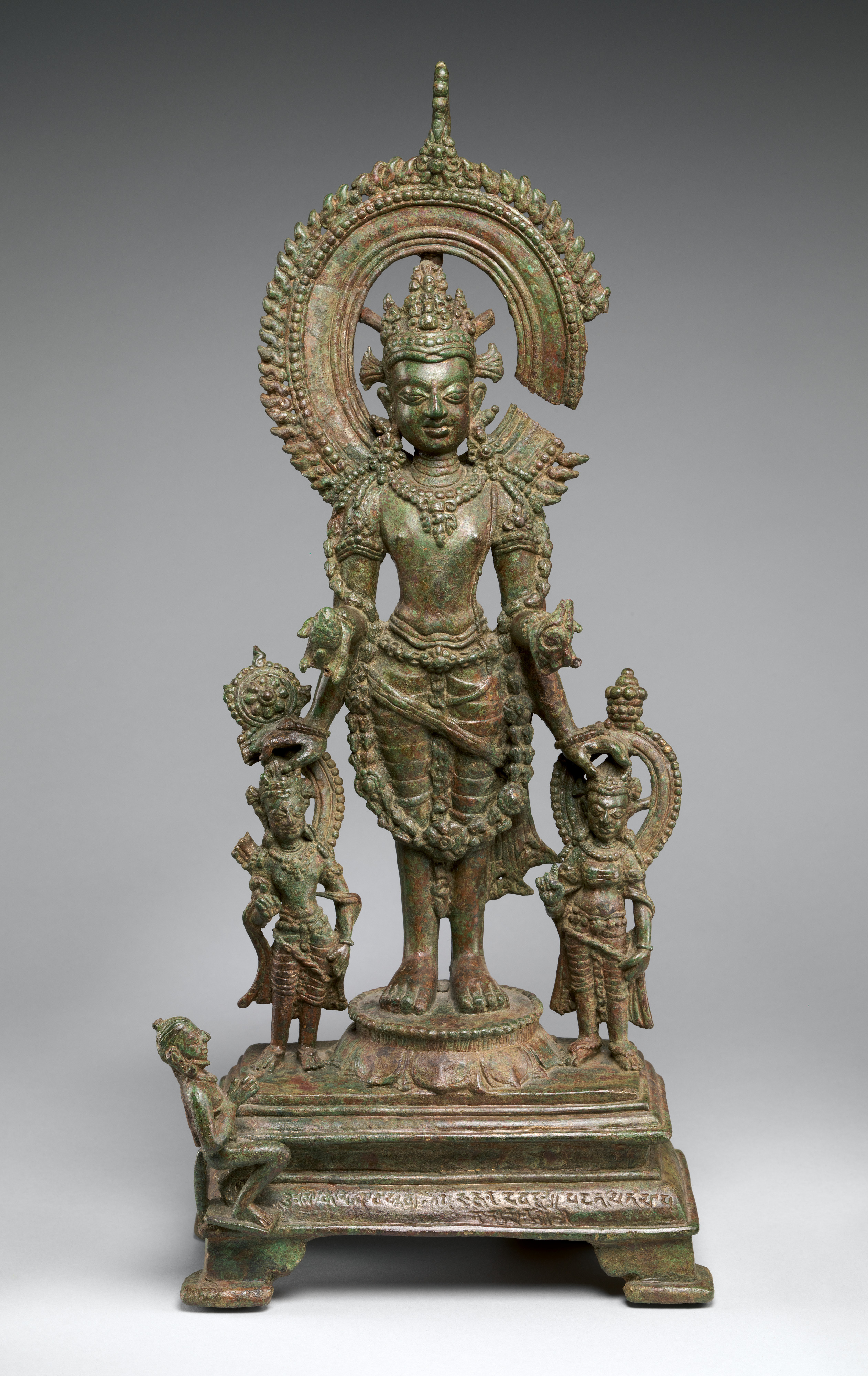
서기 9세기 초 팔라의 비슈누 신상.

팔라 제국의 국경은 존재하는 동안 계속 변동했다. 팔라는 한때 북인도의 광대한 지역을 정복했지만 구르자라-프라티하라, 라슈트라쿠타 및 기타 덜 강력한 왕의 끊임없는 적대감으로 인해 오랫동안 유지할 수 없었다.
고팔라가 세운 원래 왕국의 정확한 경계에 대한 기록은 없지만 거의 모든 벵골 지역이 포함되었을 수 있다. 팔라 제국은 다르마팔라의 통치하에 실질적으로 확장되었다. 그는 오늘날의 벵골과 비하르 지역을 직접 통치하였다. 카나우지 왕국(오늘날의 우타르프라데시)은 때때로 그의 지명자 차크라유다가 통치하는 팔라의 속방이었다. 카나우지 왕좌에 지명자를 설치하는 동안 다르마팔라는 황실을 조직했다. 다르마팔라가 발행한 칼림푸르 동판에 따르면 이 궁정에는 보자(아마도 비다르바), 마츠야(자이푸르 지역), 마드라(동펀자브), 쿠루(델리 지역), 야두(아마도 마투라, 드와르카 또는 심하푸라), 야바나, 아반티, 간다라 및 키라(캉그라 계곡)의 통치자들이 참석하였다. 이 왕들은 카나우지 왕좌에 차크라유다를 옹립하는 것을 받아들였고, 동시에 "그들의 왕관이 떨리는 가운데 정중하게 절했다." 이는 팔라 제국이 마우리아 제국 또는 굽타 제국과는 달리 느슨했지만 대부분의 통치자가 주권자로서의 그의 지위를 받아들였다는 것을 나타낸다. 다른 통치자들은 다르마팔라의 군사적, 정치적 우위를 인정했지만 자신의 영토를 유지했다. 구자라트의 시인 소달라는 북인도에 대한 그의 종주권 때문에 다르마팔라를 우타라파타스바민("북방의 제왕")이라고 부른다.

### 바달 기둥 비문

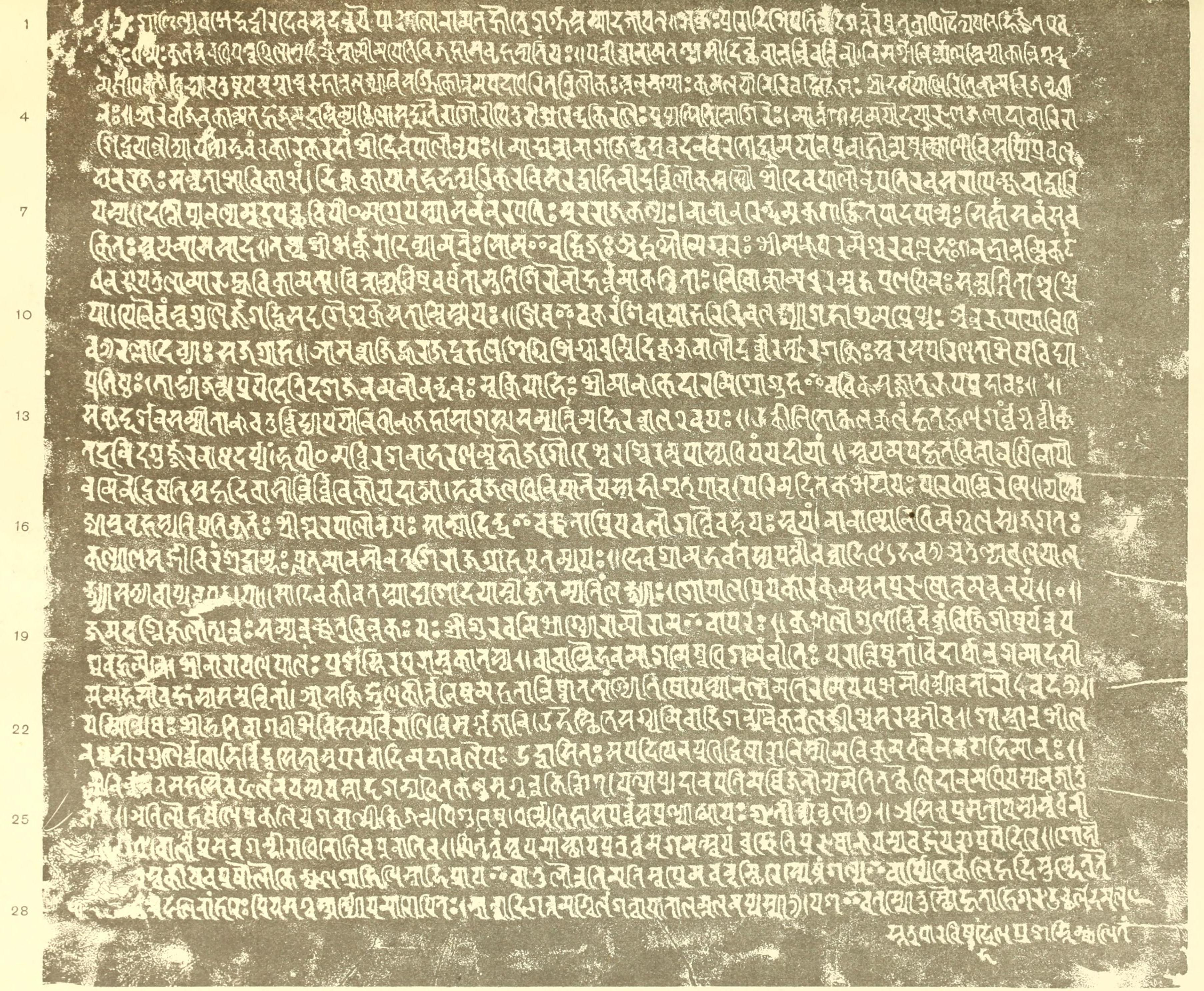
나라야나팔라(제7대 팔라 황제)의 바달 기둥 비문

데바팔라 자신의 비문과 그의 통치를 언급하는 비문(바달 기둥 비문)에는 그가 구르자라, 드라비다, 우트칼라, 프라그조티샤, 후나 및 캄보자족을 정복한 공로가 기록되어 있다.
- 언급된 구르자라족은 틀림없이 프라티하라족이며, 프라티하라 왕은 미히르 보자로 추정된다.[53][55]
- 비문에 언급된 드라비다 왕은 일반적으로 라슈트라쿠타의 아모가바르샤로 생각되었지만, 판디아 왕 스리-마라 스리-발라바로 확인되었다.[53][54][55][56]
- 우트칼라족(바우마-카라 왕조)의 정복은 데바팔라를 자연스럽게 남부 반도와 지리적으로 접촉하게 했고, 팔라와 판디아의 동시대 통치자들 사이에 적대감이 발전한 것은 부자연스러운 일이 아니었다.[53][54][55][56]
- 프라그조티사 또는 아삼은 데바팔라의 종주권을 받아들였으며, 아삼 왕은 프랄람바 또는 하르자라였을 것으로 추정된다.[53][54]
- 마줌다르는 후나족이 웃타라파타(히말라야 근처)의 한 영지였으며 데바팔라에 의해 복속되었다고 지적한다.[53][54][55]

데바팔라는 바달 비문에서 아리아바르타의 디그비자야(정복자)뿐만 아니라 몽기르 석판에 언급된 바라타바르사(인도) 전체의 디그비자야(정복자)로도 칭송받는다. 니티쉬 K. 센굽타에 따르면, 바달 기둥 비문은 크게 과장되었다. 그러나 프라모드 랄 폴과 라티칸타 트리파티는 "빈디아산맥과 히말라야산맥, 동해와 서해로 둘러싸인 전체 지역이 데바팔라에게 공물을 바쳤다"는 진술이 바달 비문에서 단순히 정치적 과장이 아니라 실제 사실이라고 주장한다. 게다가 타라나타 또한 데바팔라가 히말라야산맥에서 빈디안 산맥까지 북인도 전체를 정복했다고 인정한다. 데바팔라가 "신드주까지 팔을 뻗었다"는 기록으로 그의 동해(아라비아해) 지배도 증명할 수 있다. 인도 고고학자이자 역사가인 빈데쉬와리 프라사드 신하는 나라야나팔라의 바달 기둥 비문에서 발견되는 찬사에는 일부 과장이 자연스럽게 존재하지만, 데바팔라의 정복에 대한 전체 설명을 단순한 과장으로 일축하는 것은 똑같이 불합리하다고 말한다. 어쨌든, 당시 이웃한 라슈트라쿠타와 구르자라-프라티하라는 약했고, 그들이 데바팔라에게 복속되었다고 말하는 것은 불합리하지 않을 것이다.

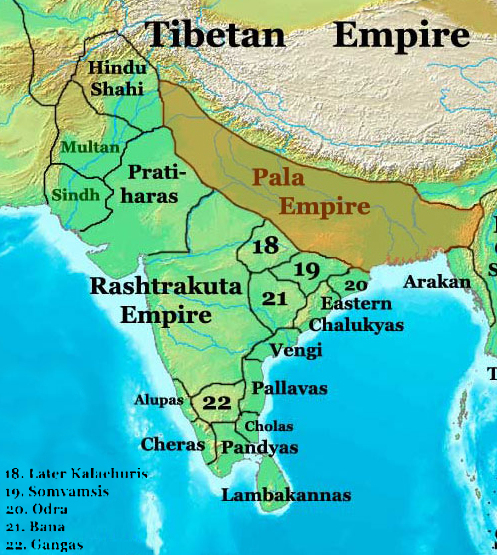
800년경 팔라 제국과 이웃한 정치체 지도.

### 데바팔라의 영토 계승
그의 아들과 손자는 아마도 제국의 핵심 지역을 온전하게 유지했을 것이다. 그러나 제국은 얼마 지나지 않아 붕괴되기 시작했다. 나라야나팔라는 아삼과 오리샤의 통제권을 잃었다. 그는 또한 마가다와 벵골 북부에 대한 통제권을 잠시 상실한 것으로 생각되었다. 고팔라 3세는 찬드라 국왕의 손에 심각한 역전을 겪었고 북부 벵골 일부에서만 통치했다. 팔라 제국은 비그라팔라 2세의 치세 동안 더 작은 왕국으로 분해되었다. 마히팔라는 벵골, 비하르 및 바나바시까지의 일부를 복구했다. 그의 후계자들은 다시 동쪽과 남쪽 벵골을 잃었다. 팔라의 마지막 명군인 라마팔라는 벵골, 비하르, 아삼 및 오리사 일부 지역을 장악했다. 마다나팔라가 죽을 때까지 팔라 제국은 북부 벵골과 함께 비하르 중부 및 동부 지역에 국한된 영토를 지녔다.

## 행정

### 중앙
팔라 제국은 군주제였다. 팔라 황제는 모든 권력의 중심으로 파라메슈와라, 파람바타라카, 마하라자디라자와 같은 황제 칭호를 채택했다. 팔라 황제는 총리를 임명했다. 가르가 가문은 100년 동안 팔라의 총리를 역임했다.
- 가르가
- 다르바파니
- 소메슈와르
- 케다미스라
- 바타 구라브미스라

### 지방
팔라 제국은 여러 개의 부크티(주)로 나뉘었으며, 부크티들은 비샤야(구)와 만달라(군)로 나뉘었다. 더 하위의 행정 단위로 칸달라, 바가, 아브리티, 차투라카, 파타카가 있었으며, 행정부는 황실에서 변방까지 광범위한 지역을 포함했다.
팔라 동판에는 다음과 같은 행정직이 언급되어 있다.
- 라자
- 라잔야카
- 라나카(하위 추장일 수 있음)
- 사만타와 마하사만타(봉신왕)
- 마하산디-비그라히카(외무대신)
- 두타(본부장 대사)
- 라자스타니야(대리)
- 아그가라크사(경비대장)
- 사스타디크르타(징세관)
- 차우롯다라니카 (경찰 징세관)
- 샤울카카(무역 징세관)
- 다샤파라디카(벌금 징세관)
- 타리카(하천 횡단을 위한 통행료 징수관)
- 마하크샤파탈리카(회계사)
- 졔스타카야스타(서기관)
- 크셰트라파(토지이용과장)와 프라마트르(토지측정과장)
- 마하단다야카 또는 다르마디카라(대법원장)
- 마하프라티하라
- 단디카
- 단다파시카
- 단다샤크티 (경찰)
- 콜라(비밀 서비스직).
- 가바다크샤와 같은 농업직(낙농장)
- 차가댜크샤(염소 농장의 우두머리)
- 메샤댜크샤(양 농장 대표)
- 마히샤댜크샤(버팔로 농장의 우두머리) 혹은 보그파티
- 비샤야파티
- 샤슈타디크루타
- 다우샤샤다니카
- 나카디야크샤

## 군사
팔라 제국의 최고 군직은 마하세나파티(대장군)였다. 팔라는 말라바, 카사, 후나, 쿨리카, 미틸라, 카르나타, 라타, 오드라, 마나할리를 포함한 여러 왕국에서 용병을 모집했다. 동시대 기록에 따르면 라슈트라쿠타는 최고의 보병대를, 구르자라-프라티하라는 최고의 기병대를, 팔라는 최고의 코끼리 부대를 가졌다. 아랍 상인 술라이만은 팔라가 발하라(라슈트라쿠타)와 주르즈(구르자라-프라티하라)보다 더 큰 군대를 가졌다고 말한다. 그는 또한 팔라군이 보급품을 공급하고 옷을 세탁하기 위해 10,000-15,000명의 남자를 고용했다고 말다. 그는 또한 전투 중에 팔라 왕이 50,000 마리의 전쟁 코끼리를 이끌 것이라고 주장한다. 술라이만의 설명은 과장된 보고서에 기반한 것 같다. 이븐 할둔은 코끼리의 수를 5,000마리로 언급한다.
벵골에는 좋은 토종말이 없었기 때문에 팔라는 캄보자족을 포함한 외국인으로부터 군마들을 수입했다. 그들은 또한 상업 및 방어 목적으로 사용되는 해군을 지녔다.

## 종교

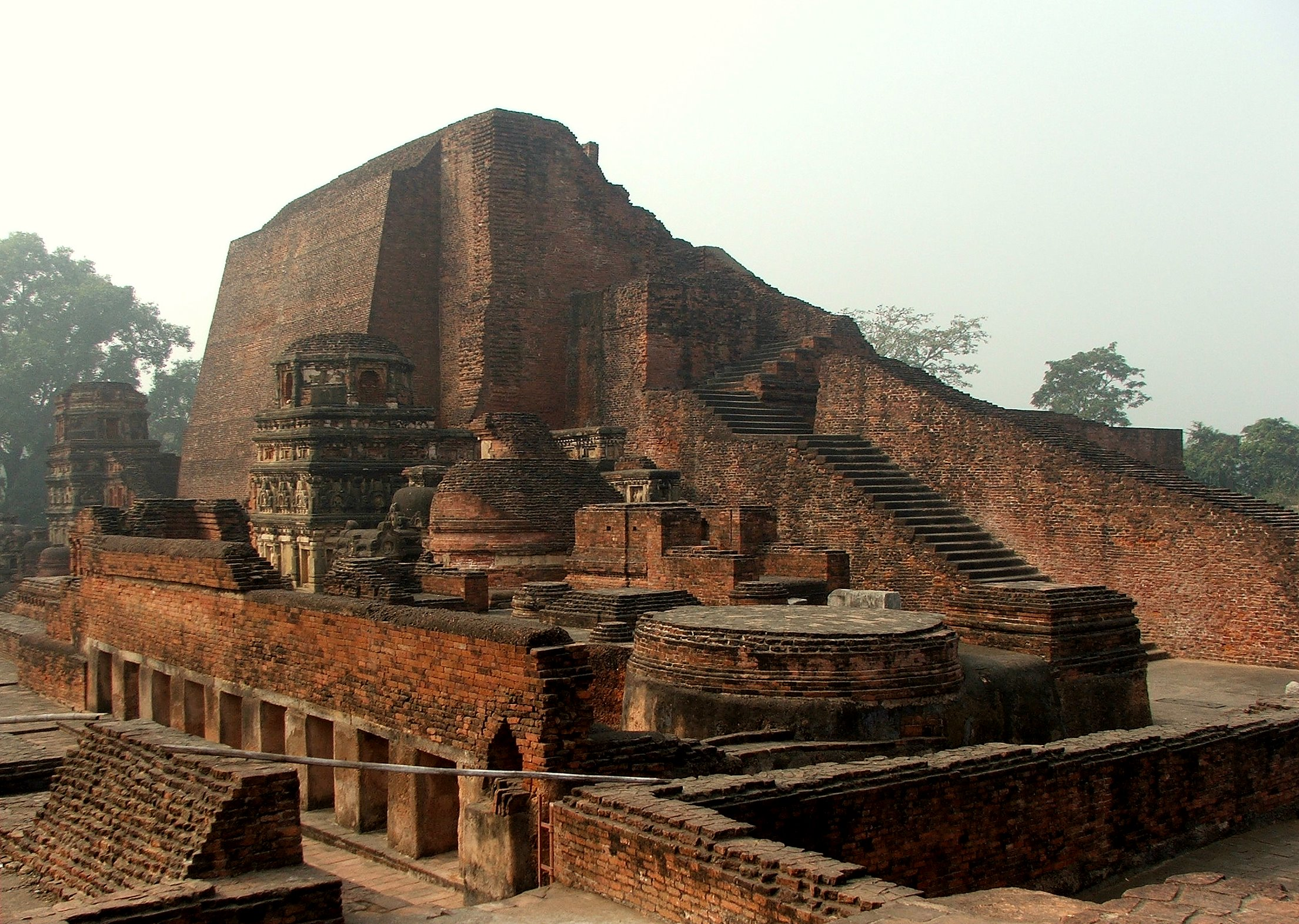
날란다는 기록된 역사상 최초의 위대한 대학 중 하나로 간주된다. 팔라 아래에서 최대치에 도달했다.

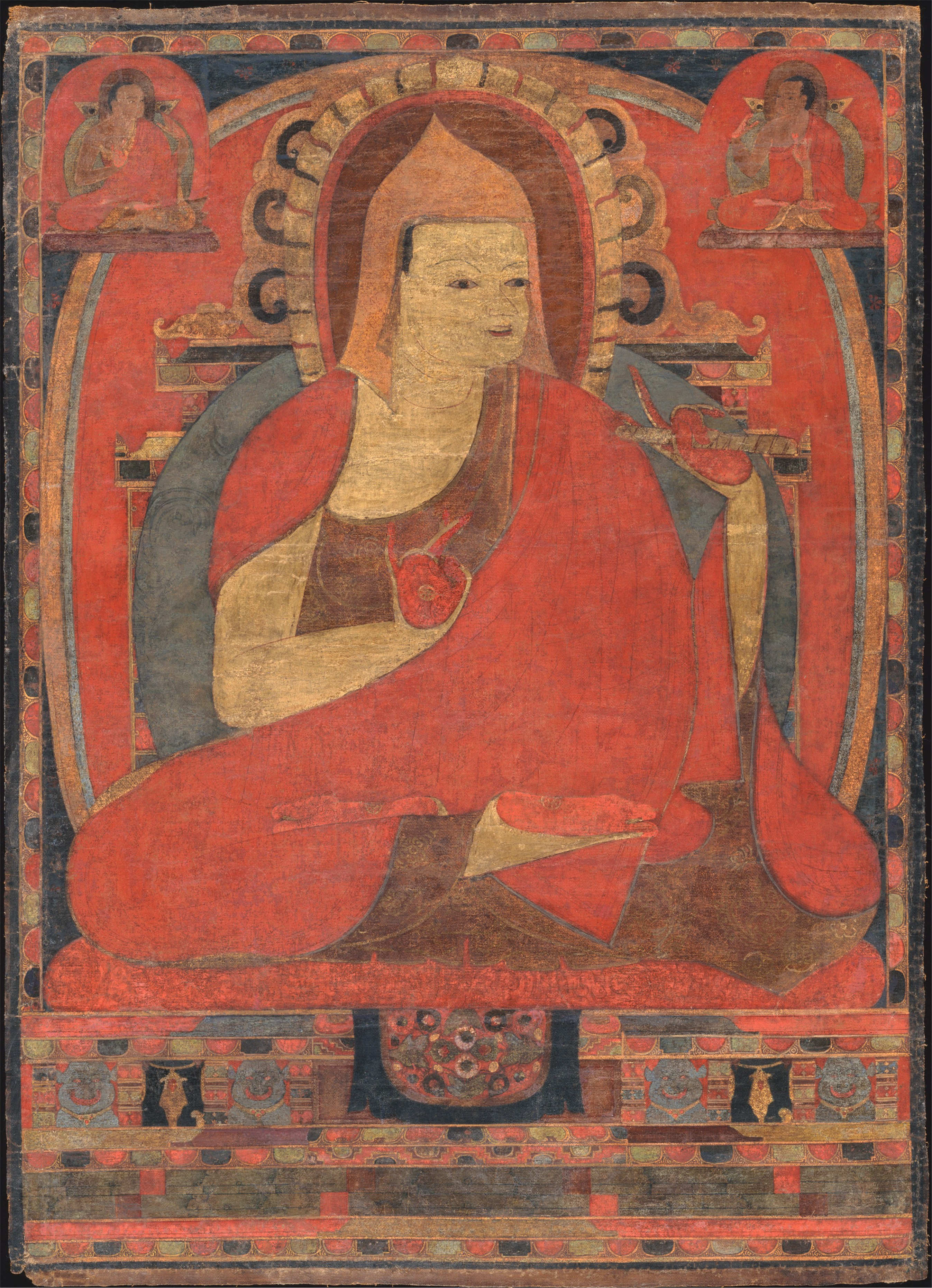
아티샤는 티베트 불교의 사르마 계보를 확립하는 데 도움을 준 불교 교사였다.

### 불교
팔라는 대승불교의 후원자였다. 고팔라의 죽음 이후에 많이 쓰여진 몇몇 사료들에서는 그를 불교도라고 언급하지만 이것이 사실인지는 알 수 없다. 팔라 황제는 확실히 불교도였다. 타라나타는 고팔라가 오단타푸리에 유명한 승원을 지은 확고한 불교도라고 말한다. 다르마팔라는 불교 철학자 하리바드라를 그의 영적 스승으로 삼았다. 그는 비크라마쉴라 마하비하라와 소마푸라 마하비하라를 세웠다. 타라나타는 또한 그가 50개의 종교 기관을 설립하고 불교 작가 하리바드라를 후원한 공로를 인정한다. 데바팔라는 라마야나와 마하바라타의 여러 주제를 특징으로 하는 소마푸라 마하비하라의 구조를 복원하고 확장했다. 마히팔라 1세는 또한 사르나트, 날란다 및 보드가야에서 여러 신성한 구조물의 건설 및 수리를 명령했다. 그에 대한 일련의 민요인 마히팔라 기트("마히팔라의 노래")는 여전히 벵골의 시골 지역에서 인기가 있다.
팔라는 비크라마쉴라 및 날란다 마하비하라와 같은 불교 학습 센터를 개발했다. 기록된 역사상 최초의 위대한 대학 중 하나로 여겨지는 날란다는 팔라의 후원 아래 절정에 이르렀다. 팔라 시대의 저명한 불교 학자로는 아티샤, 산타라크시타, 사라하, 틸로파, 비말라미트라, 단쉴, 단스리, 지나미트라, 즈나나스리미트라, 만주고쉬, 무크티미트라, 파드마나바, 삼모가바즈라, 샨타라크쉬트, 실라바드라, 수가타스리 및 비라찬 등이 있다.
고타마 붓다 땅의 통치자로서 팔라는 불교계에서 큰 명성을 얻었다. 자바의 사일렌드라 왕 발라푸트라데바는 데바팔라에게 특사를 보내 날란다 수도원 건설을 위해 5개 마을의 보조금을 요청했으며, 데바팔라는 이 요청을 승인하고 날란다 승원의 수장으로 브라만 비라데바를 임명했다. 불교 시인 바즈라닷타(로케스바라샤타카의 저자)는 그의 궁정에 있었다. 팔라 제국의 불교 학자들은 불교를 전파하기 위해 벵골에서 다른 지역으로 여행했다. 예를 들어 아티샤는 티베트 와 수마트라에서 설교했으며 11세기 대승불교를 전파한 주요 인물 중 한 명으로 여겨진다.

### 시바교
팔라는 지속적으로 시바교를 후원했으며, 비석 증거에 따르면 마히팔라 1세와 나야팔라는 황실 교사에 의해 시바교도로 시작하였다. 비그라하팔라 3세의 아마가치 비문은 그를 "시바 숭배에 헌신했다"고 묘사하며, 이 전통은 그의 후계자 라마팔라 아래에서 계속되었다. 시인 산드야카르 난디는 라마팔라의 아들 마다나팔라를 시바의 신봉자로 묘사한다.
팔라는 일반적으로 골라기-마타와 관련된 시바파 고행자를 지원했다. 불교 신들의 이미지 외에도 비슈누, 시바, 사라스바티의 이미지도 팔라 제국 시대에 만들어졌다.
데바팔라는 시바의 배우자에게 바쳐진 사원을 지었고 마히팔라는 시바교 수도원을 후원했다. 팔라 황자에 의한 사르나트의 불교 건축물 개조를 기록한 서기 1026년 비문에는 마히팔라 1세가 바라나시에 시바, 치트라간타 및 기타 신들의 사원 수백개를 지었다고 명시되어 있다.
나라야나팔라의 방갈라푸르 비문은 그가 여러 시바 사원을 지었고 파슈파타파에게 마을을 부여한 것을 기록했음을 암시한다.  나라야나팔라는 또한 그의 브라만 장관의 희생제에 참석했다. 나야팔라의 시얀 비문은 그가 시바와 그의 다양한 측면(예: 바이라바)를 위한 여러 사원과 나바두르가, 마트리카, 비슈누 및 락슈미를 위한 사원을 지었음을 시사한다. 그럼에도 불구하고 타라난타가 불교 계율이 있다고 말했기 때문에 나야팔라가 불교의 가르침을 거부했을 가능성은 낮다.
마다나팔라의 황후 치트라마티카는 바테슈바라-스와미 샤르마라는 브라만이 마하바라타를 암송한 대가로 그에게 땅을 선물했다.

## 문학
팔라는 여러 산스크리트 학자를 후원했으며 그중 일부는 관리였다. 가우다 리티 양식의 구성은 팔라 통치 기간 동안 개발되었다. 많은 불교 탄트라 작품은 팔라 통치 기간 동안 저작되고 번역되었다. 위의 종교 문단에서 언급한 불교 학자 외에도 지무타바나, 산디야카르 난디, 마다바-카라, 수레스바라 및 차크라파니 닷타는 팔라 시대의 다른 주목할만한 학자이다.
주목할만한 팔라 철학서로는 가우다파다의 아그마 샤스트라, 스리다르 밧타의 니야야 쿤달리 및 밧타 바바데바의 카르마누슈탄 파다티가 있다. 의학서로는 다음이 포함된다.
- 차크라파니 닷타의 치키차 삼그라하, 아유르베다 디피카, 바누마티, 샤브다 찬드리카, 드라비야 구나상그라하
- 수레쉬와라의 샤브다 프라디파, 브릭카유르베다, 로파다티
- 방가세나의 치키차 사르삼그라하
- 가다다라 바이디야의 수슈라타
- 지무타바하나의 다야바가, 뱌보하라 마트리카, 칼라비베카

산디아카르 난디의 반자전적 서사시 《라마차리탐》(12세기)은 팔라 역사에 대한 중요한 자료이다.
팔라 시대 동안 구성된 챠라파다에서 원시 벵골어의 한 형태를 볼 수 있다.

## 예술과 건축

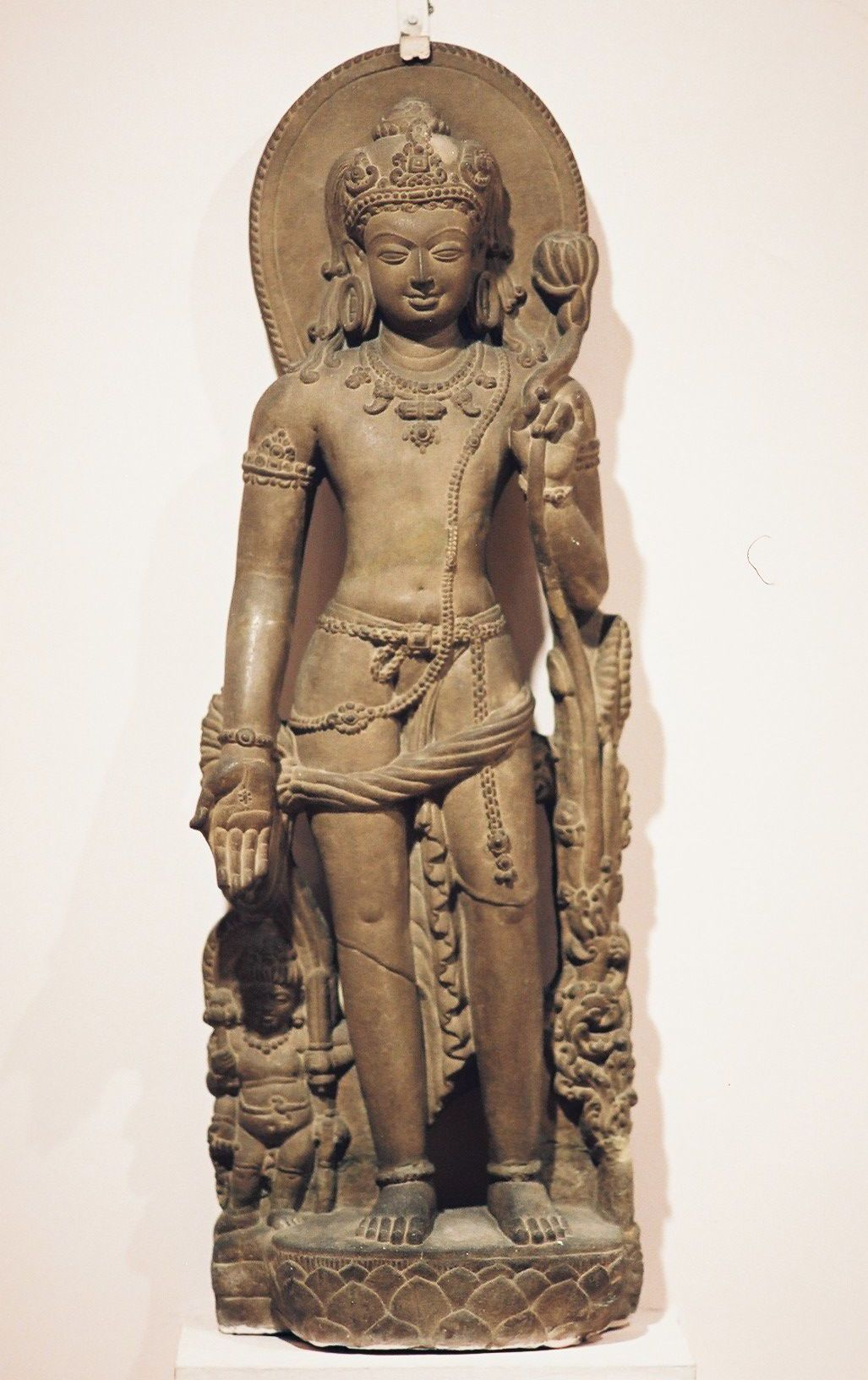
날란다의 카사르파나 로케스바라 신상

팔라 제국의 조각예술은 인도 예술의 뚜렷한 단계로 인식되고 있으며, 벵골 조각가의 예술적 천재성으로 유명하다. 팔라 제국의 예술은 굽타 미술의 영향을 받았다.
팔라 양식은 세나 제국 치하에서 계승되었고 계속 발전했다. 이 시기 동안, 조각의 양식은 "후굽타"에서 다른 지역과 후세기에 널리 영향을 미친 독특한 양식으로 바뀌었다. 신의 형상은 자세가 더 경직되어, 종종 곧은 다리를 가까이 대고 서 있었고, 종종 보석 등의 장신구로 가득 차 있었다; 그들은 많은 특성을 가지고 있고 진흙을 전시할 수 있는 관습인 여러 개의 팔을 가지고 있었다. 사원 이미지의 전형적인 형태는 실물 크기의 절반이 넘는 매우 높은 부조의 주 인물이 있는 슬래브이며, 작은 수행자들로 둘러싸여 있고, 더 자유로운 트리방가 포즈를 취할 수 있다. 비평가들은 그 양식이 지나치게 섬세한 경향이 있다는 것을 발견했다. 조각의 품질은 일반적으로 매우 높고, 선명하고 정확한 묘사가 있다. 동인도에서는 얼굴 생김새가 날카로워지는 경향이 있다.
이전 시대보다 훨씬 더 많은 수의 유사한 구성의 작은 청동상들이 살아 남았다. 아마도 생산되는 숫자가 증가했을 것이다. 이것들은 대부분 부유한 사람들의 국내 신사와 승원에서 만들어졌다. 점차적으로 힌두인의 숫자가 불교인의 수를 넘어섰는데, 이는 인도 불교의 최후의 쇠퇴를 반영하며, 인도 불교의 마지막 거점인 동인도에서도 마찬가지였다.

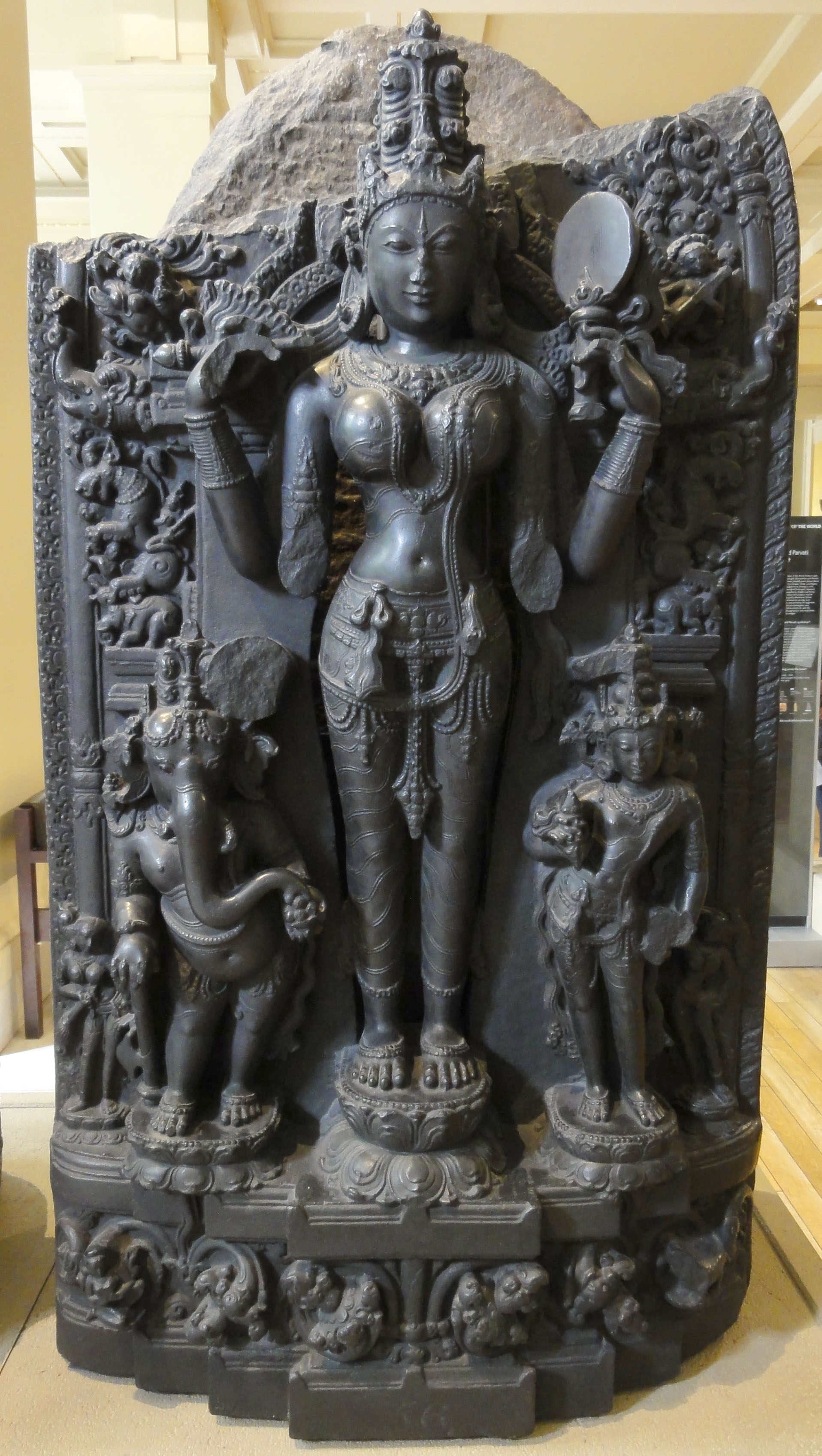
가네샤와 카르티케야 옆에 있는 트리푸라 순다리의 현무암 조각상
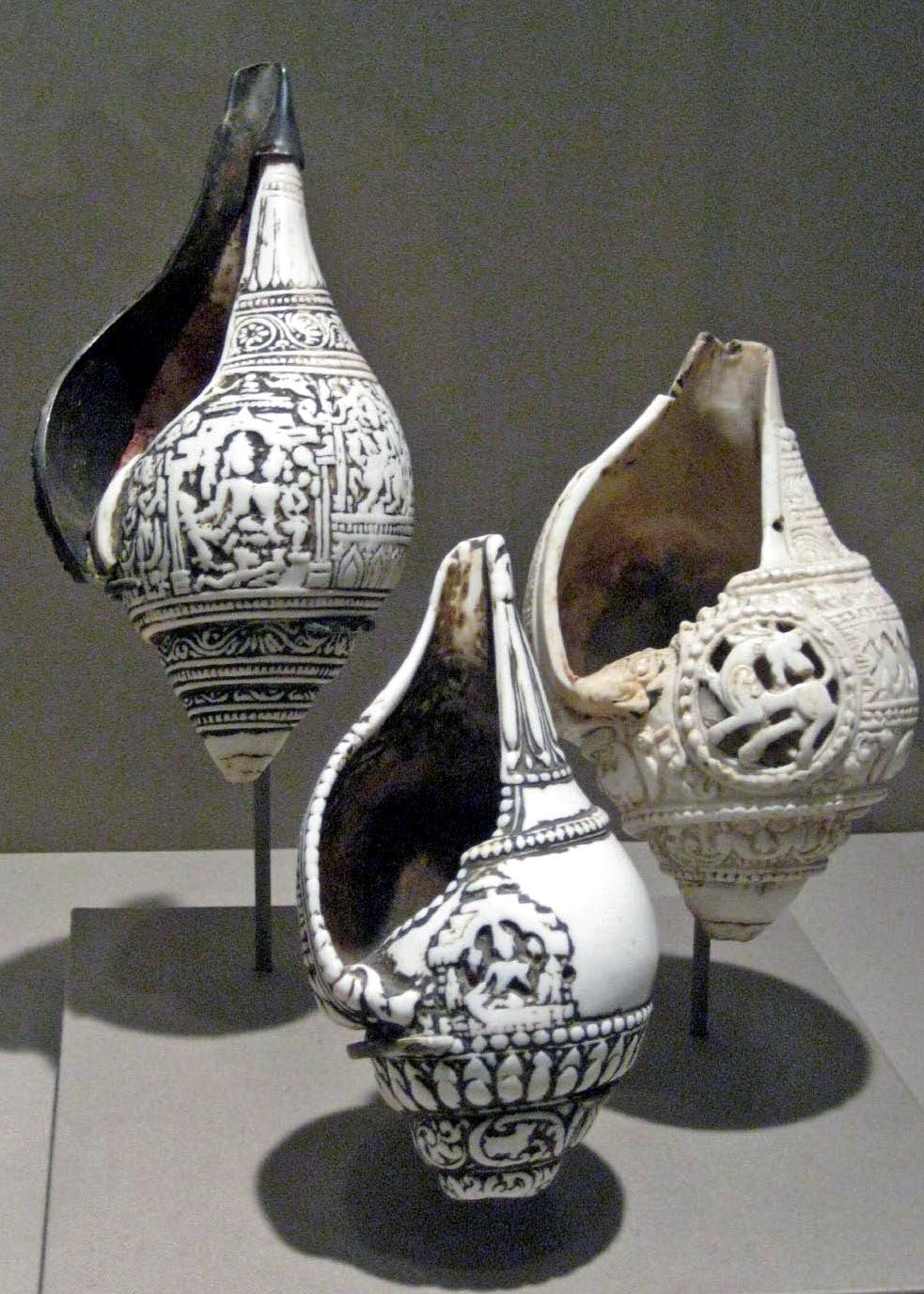
조각된 샹카
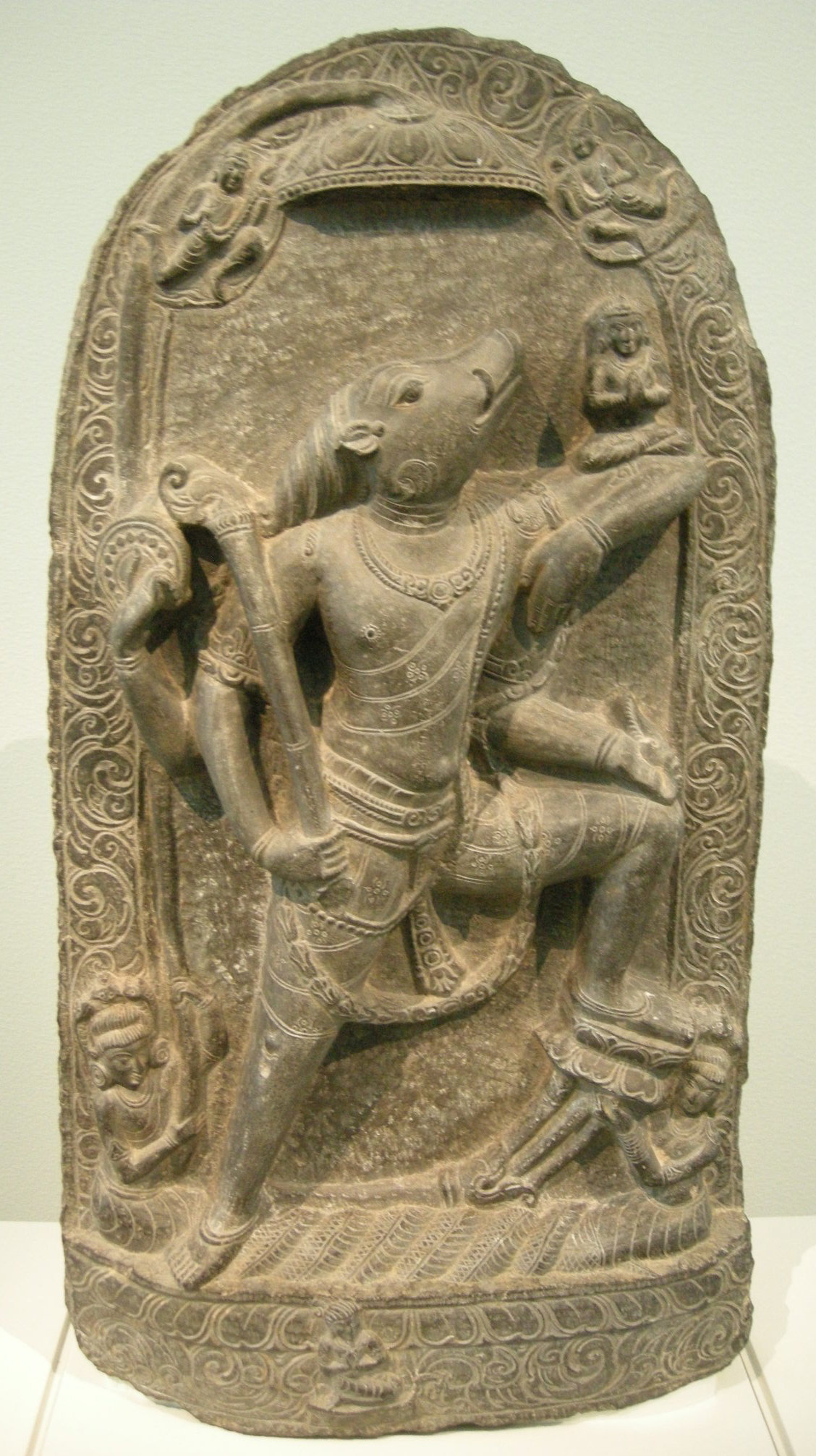
비슈누의 아바타라 중 하나인 바라하의 조각상
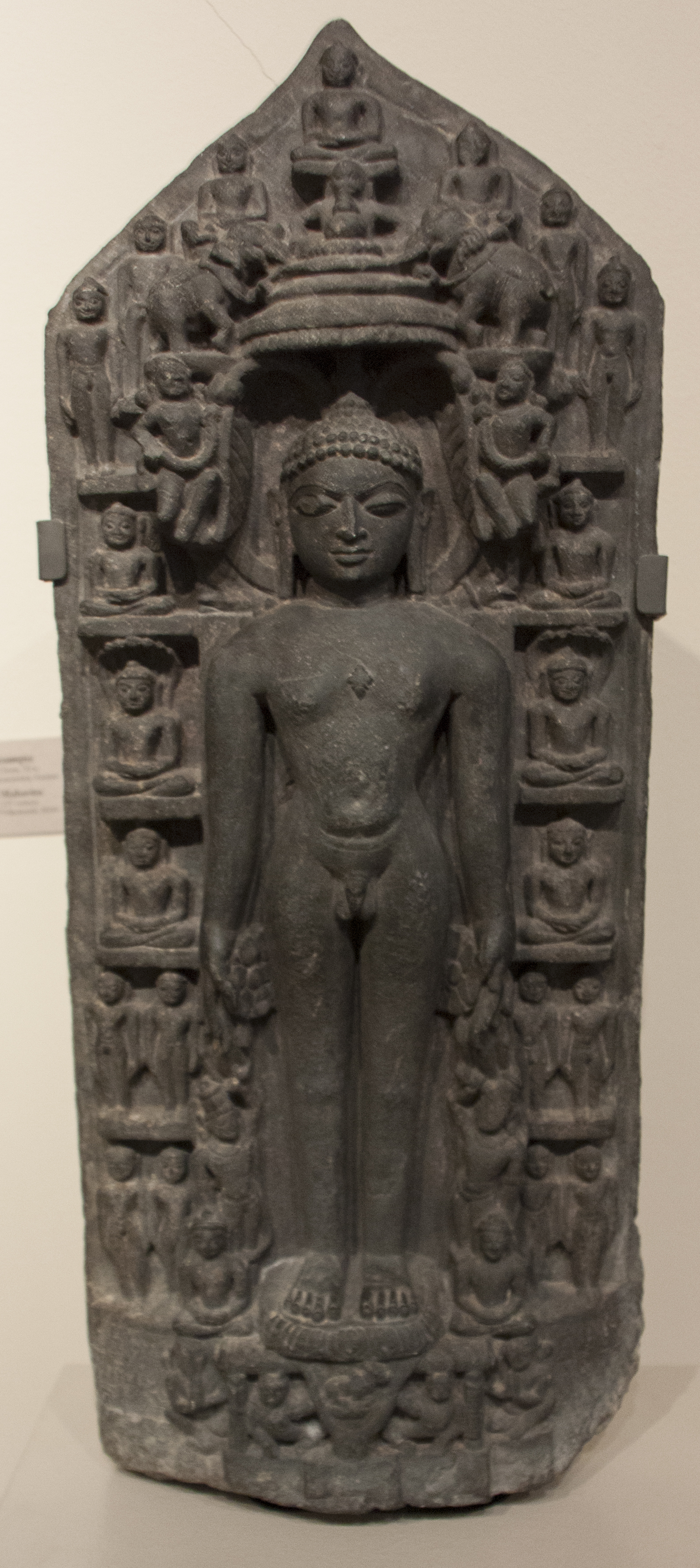
지나 리샤바나카

앞서 언급했듯이, 팔라는 많은 승원들과 다른 신성한 건축물들을 지었다. 현재의 방글라데시에 있는 소마푸라 마하비하라는 세계유산이다. 이 수도원은 2121 ac (8.5 ha) 규모의 복합 단지로 177개의 승방, 수많은 스투파, 사원 및 기타 여러 부속 건물들을 포함하고 있다. 비크라마쉴라, 오단타푸리, 자가달라를 포함한 다른 비하라의 거대한 건축물들은 팔라 제국의 또 다른 걸작이다. 이 구조물들은 바흐티야르 칼지의 군대에 의해 요새화된 성으로 오인되어 파괴되었다. 팔라 왕조 시대의 벵골과 비하르 예술은 네팔, 미얀마, 스리랑카, 자와섬의 예술에 영향을 미쳤다.

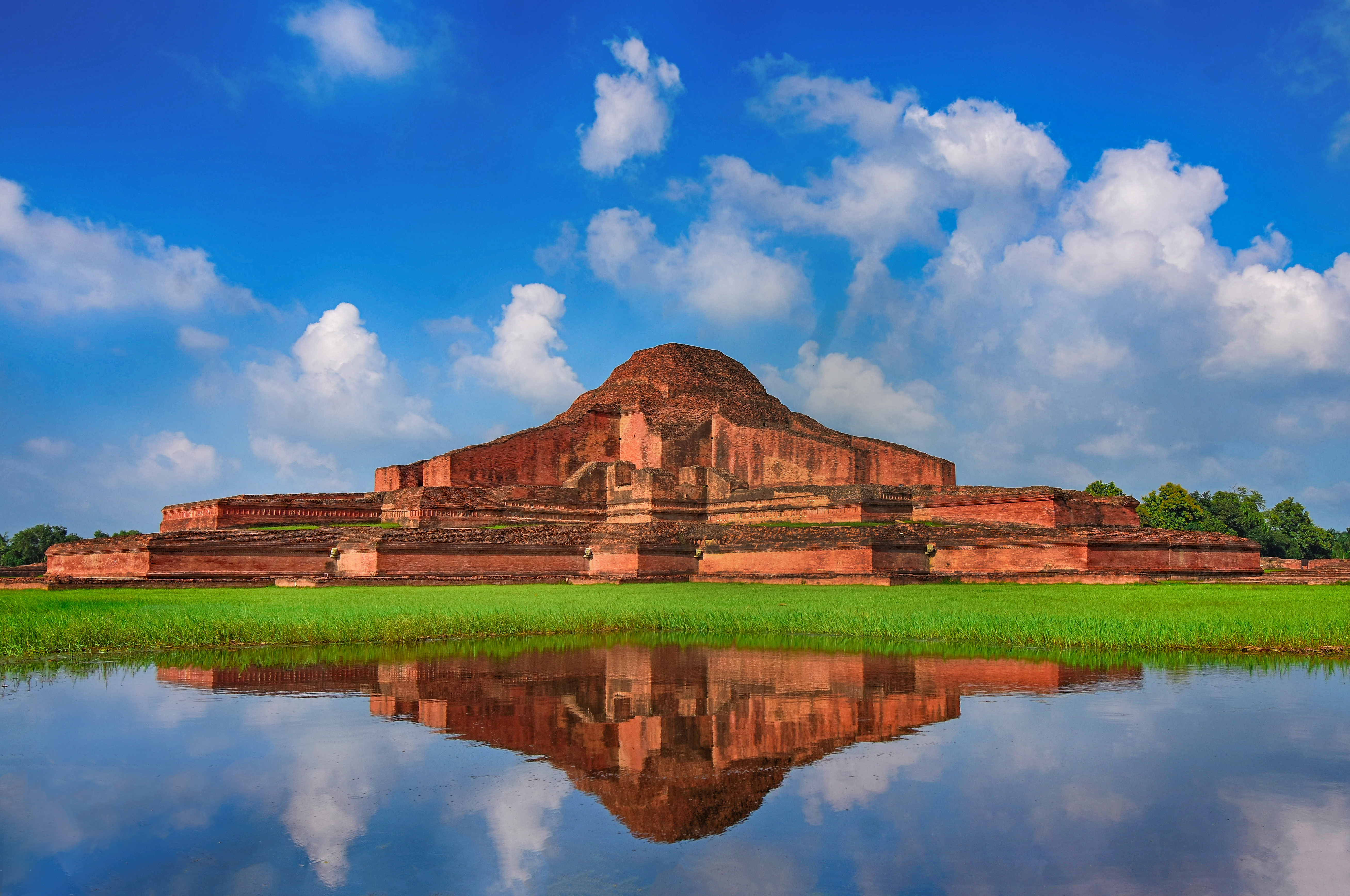
세계 문화 유산인 소마푸라 마하비하라는 다르마팔라에 의해 건설되었다.
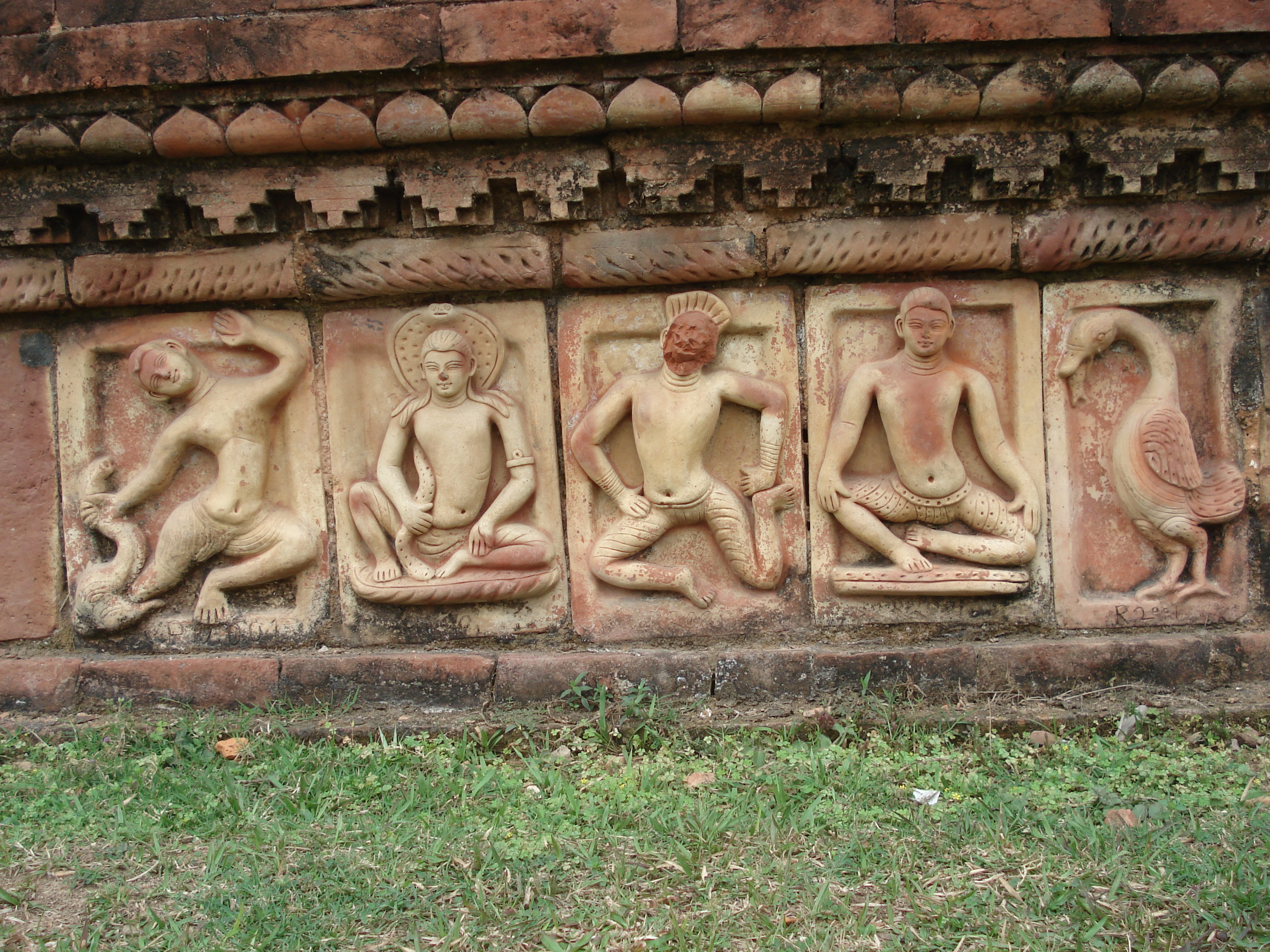
소마푸라의 중앙 신사 장식.
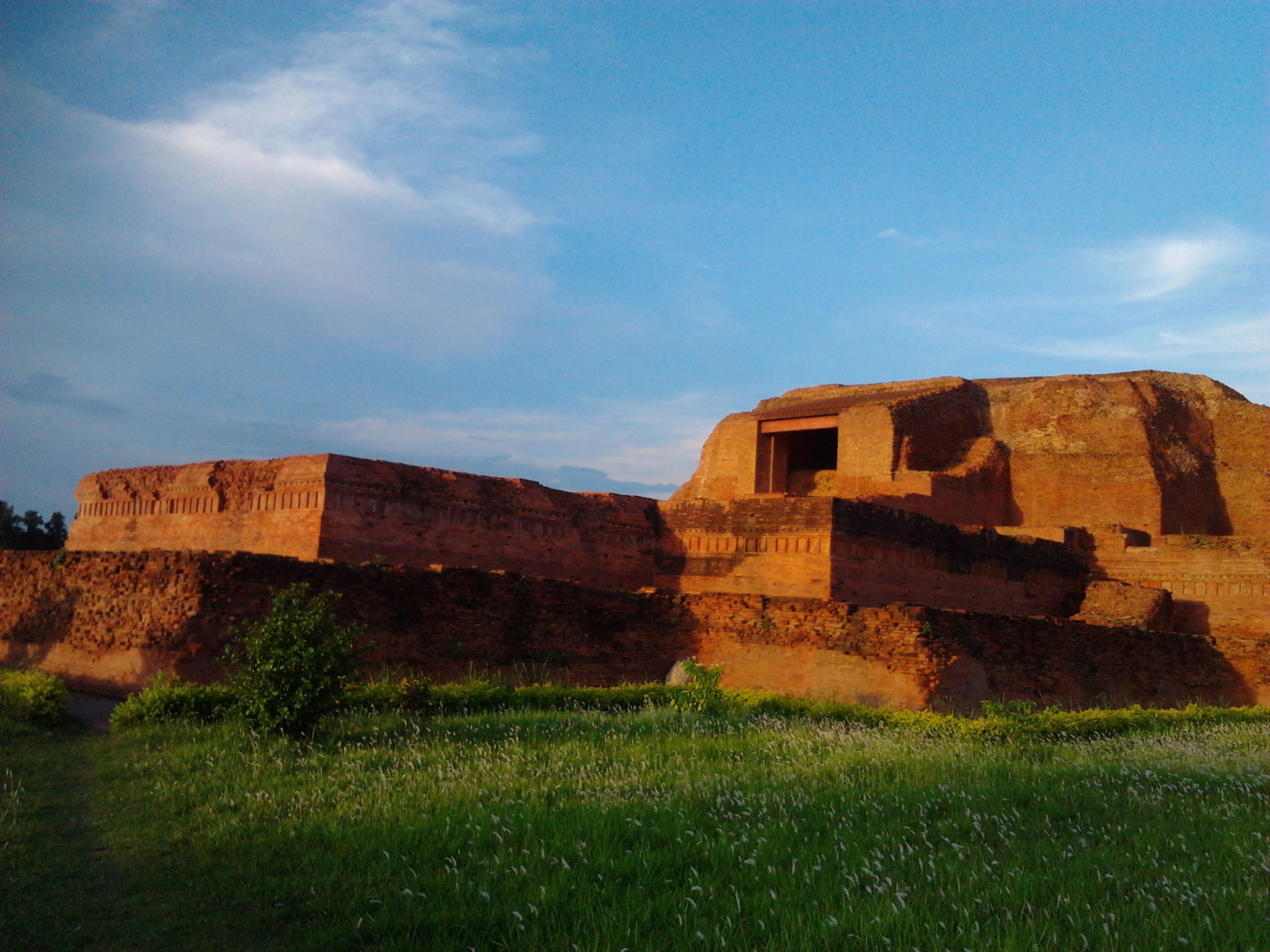
비크라마쉴라 유적

## 가계도
참고:
- 초기 역사가들은 비그라하팔라 1세와 슈라팔라 1세가 동일인물이었다고 믿었다. 하지만 이제는 이 두 사람이 사촌 관계였음이 밝혀졌다. 그들은 동시에 (아마도 서로 다른 영토를) 통치했거나, 아니면 빠르게 연이어 통치했을 것이다.
- AM 초우두리는 고빈다팔라와 그의 후계자 팔라팔라가 제국의 팔라 왕조의 구성원이라는 이론 거부했다.
- BP Sinha에 따르면, 가야 비문은 "고빈다팔라 재위 14년" 또는 "고빈다팔라 재위 14년 후"로 해석될 수 있다. 따라서 두 가지 날짜가 가능하다.
- DK Ganguly는 인드라둠니야팔라라는 또 다른 통치자를 언급하는데, 그는 지역 전승을 통해서만 알려져 있다. 그의 존재에 대한 확실한 증거는 아직 없다.[77]
- 비마팔라 황제는 사브 다프라디파에도 언급되어 있다. 라자트 사냘은 고빈다팔라와 팔라팔라가 팔라 황제로 인정된다면, 비마팔라 역시 본문의 표현상 라마팔라와 연대기적으로 가깝다면 황제로 인정되어야 한다고 주장한다. 그러나 두 황제 모두 더 많은 역사적 증거가 필요하다.[40]
- 고민드라팔라라는 황제는 그의 재위 4년째로 기록된 사본에서 언급된다. RC 마줌다르는 그를 고빈다팔라로, SK 사라스와티는 그가 후대 팔라 왕조의 황제로 주장한다.[77]

## 역대 황제
대부분의 팔라 비문은 발행 날짜로 재위 연도만 언급하며, 잘 알려진 기년법은 포함하지 않는다. 이 때문에 팔라 황제들의 연대기는 결정하기 어렵다. 다양한 비문과 역사적 기록에 대한 각기 다른 해석을 바탕으로, 여러 역사가들은 팔라 연대기를 다음과 같이 추정한다.
|                  | RC 마줌다르 (1971)                                                                      | AM 차우두리 (1967)                                                                      | BP 신하 (1977)                                                                          | DC 시르카르 (1975–76)                                                                   | D. K. 강굴리 (1994)                                                 |
| ---------------- | --------------------------------------------------------------------------------------- | --------------------------------------------------------------------------------------- | --------------------------------------------------------------------------------------- | --------------------------------------------------------------------------------------- | ------------------------------------------------------------------- |
| 고팔라 1세       | 750–770                                                                                 | 756–781                                                                                 | 755–783                                                                                 | 750–775                                                                                 | 750–774                                                             |
| 다르마팔라       | 770–810                                                                                 | 781–821                                                                                 | 783–820                                                                                 | 775–812                                                                                 | 774–806                                                             |
| 데바팔라         | 810– 850c.                                                                              | 821–861                                                                                 | 820–860                                                                                 | 812–850                                                                                 | 806–845                                                             |
| 마헨드라팔라     | 해당 없음 (마헨드라팔라의 존재는 나중에 발견된 구리판 헌장에 의해 확실하게 입증되었다.) | 해당 없음 (마헨드라팔라의 존재는 나중에 발견된 구리판 헌장에 의해 확실하게 입증되었다.) | 해당 없음 (마헨드라팔라의 존재는 나중에 발견된 구리판 헌장에 의해 확실하게 입증되었다.) | 해당 없음 (마헨드라팔라의 존재는 나중에 발견된 구리판 헌장에 의해 확실하게 입증되었다.) | 845–860                                                             |
| 슈라팔라 1세     | 비그라하팔라 1세의 다른 이름으로 간주됨                                                 | 비그라하팔라 1세의 다른 이름으로 간주됨                                                 | 비그라하팔라 1세의 다른 이름으로 간주됨                                                 | 850–858                                                                                 | 860–872                                                             |
| 고팔라 2세       | 해당 없음 (1995년에 구리판 헌장 발견. 비문 내용은 2009년에 출판됨.)                     | 해당 없음 (1995년에 구리판 헌장 발견. 비문 내용은 2009년에 출판됨.)                     | 해당 없음 (1995년에 구리판 헌장 발견. 비문 내용은 2009년에 출판됨.)                     | 해당 없음 (1995년에 구리판 헌장 발견. 비문 내용은 2009년에 출판됨.)                     | 해당 없음 (1995년에 구리판 헌장 발견. 비문 내용은 2009년에 출판됨.) |
| 비그라하팔라 1세 | 850–853                                                                                 | 861–866                                                                                 | 860–865                                                                                 | 858–60                                                                                  | 872–873                                                             |
| 나라야나팔라     | 854–908                                                                                 | 866–920                                                                                 | 865–920                                                                                 | 860–917                                                                                 | 873–927                                                             |
| 라자팔라         | 908–940                                                                                 | 920–952                                                                                 | 920–952                                                                                 | 917–952                                                                                 | 927–959                                                             |
| 고팔라 3세       | 940–957                                                                                 | 952–969                                                                                 | 952–967                                                                                 | 952–972                                                                                 | 959–976                                                             |
| 비그라하팔라 2세 | 960– 986c.                                                                              | 969–995                                                                                 | 967–980                                                                                 | 972–977                                                                                 | 976–977                                                             |
| 마히팔라 1세     | 988– 1036c.                                                                             | 995–1043                                                                                | 980–1035                                                                                | 977–1027                                                                                | 977–1027                                                            |
| 나야팔라         | 1038–1053                                                                               | 1043–1058                                                                               | 1035–1050                                                                               | 1027–1043                                                                               | 1027–1043                                                           |
| 비그라하팔라 3세 | 1054–1072                                                                               | 1058–1075                                                                               | 1050–1076                                                                               | 1043–1070                                                                               | 1043–1070                                                           |
| 마히팔라 2세     | 1072–1075                                                                               | 1075–1080                                                                               | 1076–1078/9                                                                             | 1070–1071                                                                               | 1070–1071                                                           |
| 슈라팔라 2세     | 1075–1077                                                                               | 1080–1082                                                                               | 1076–1078/9                                                                             | 1071–1072                                                                               | 1071–1072                                                           |
| 라마팔라         | 1077–1130                                                                               | 1082–1124                                                                               | 1078/9–1132                                                                             | 1072–1126                                                                               | 1072–1126                                                           |
| 쿠마라팔라       | 1130–1140                                                                               | 1124–1129                                                                               | 1132–1136                                                                               | 1126–1128                                                                               | 1126–1128                                                           |
| 고팔라 4세       | 1140–1144                                                                               | 1129–1143                                                                               | 1136–1144                                                                               | 1128–1143                                                                               | 1128–1143                                                           |
| 마다나팔라       | 1144–1162                                                                               | 1143–1162                                                                               | 1144–1161/62                                                                            | 1143–1161                                                                               | 1143–1161                                                           |
| 고빈다팔라       | 1158–1162                                                                               | 해당 없음                                                                               | 1162–1176 또는 1158–1162                                                                | 1161–1165                                                                               | 1161–1165                                                           |
| 팔라팔라         | 해당 없음                                                                               | 해당 없음                                                                               | 해당 없음                                                                               | 1165–1199                                                                               | 1165–1200                                                           |

## 같이 보기
- 인도 중왕국
- 비크라마쉴라

## 역사적 사료
팔라 제국에 대한 주요 정보원은 다음과 같다.
팔라 기록
- 다양한 비문, 동전, 조각, 건축물
- 아비난다의 산스크리트어 작품 라마차리타 (9세기)
- 산디아카르 난디의 산스크리트어 서사시 《라마차리탐》(12세기)
- 비디아카라의 산스크리트어 편집본 수바시타 라트나코사 (팔라 통치 말기)

기타 기록
- 아랍 상인 술레이만(851년)의 실실투트-타우아리흐. 팔라 왕국을 루미 또는 라흐마라고 언급함
- 타라나타(1608)의 《인도 불교사》(Dpal dus khyi 'khor lo'i chos bskor gyi byung khungs nyer mkh). 팔라 통치에 대한 몇 가지 전통적인 전설과 소문 포함
- 아불 파즐의 《아인 이 아크바리》(16세기)

## 참고 문헌
- Ramacharita, a Sanskrit work by Abhinanda (9th century)
- Ramacharitam, a Sanskrit epic by Sandhyakar Nandi (12th century)
- Subhasita Ratnakosa, a Sanskrit compilation by Vidyakara (towards the end of the Pala rule)
- Silsiltut-Tauarikh by the Arab merchant Suleiman (951 CE), who referred to the Pala kingdom as Ruhmi or Rahma
- Dpal dus khyi 'khor lo'i chos bskor gyi byung khungs nyer mkh (History of Buddhism in India) by Taranatha (1608), contains a few traditional legends and hearsays about the Pala rule
- Ain-i-Akbari by Abu'l-Fazl (16th-century)
- Bagchi, Jhunu (1993). 《The History and Culture of the Pālas of Bengal and Bihar, Cir. 750 A.D.–cir. 1200 A.D.》. Abhinav Publications. ISBN 978-81-7017-301-4.
- Craven, Roy C., Indian Art: A Concise History, 1987, Thames & Hudson (Praeger in USA), ISBN 0500201463
- Harle, J. C., The Art and Architecture of the Indian Subcontinent, 2nd edn. 1994, Yale University Press. (Pelican History of Art), ISBN 0300062176
- Huntington, Susan L. (1984). 《The "Påala-Sena" Schools of Sculpture》. Brill Archive. ISBN 90-04-06856-2.
- Paul, Pramode Lal (1939). 《The Early History of Bengal》. Indian History 1. Indian Research Institute. 2016년 8월 17일에 원본 문서에서 보존된 문서. 2014년 3월 28일에 확인함.
- Sengupta, Nitish K. (2011). 《Land of Two Rivers: A History of Bengal from the Mahabharata to Mujib》. Penguin Books India. 39–49쪽. ISBN 978-0-14-341678-4.